# Cephonodes rufescens
Cephonodes rufescens is een vlinder uit de familie van de pijlstaarten (Sphingidae). De wetenschappelijke naam van de soort werd in 1960 gepubliceerd door Paul Griveaud.